# Music Industry Awards
De Music Industry Awards (MIA's) zijn de Vlaamse muziekprijzen die jaarlijks worden uitgereikt door de VRT in samenwerking met VI.BE. De MIA's vervangen de in 2006 voor het laatst uitgereikte ZAMU Awards. De meeste MIA's zijn publieksprijzen, die gekozen worden via een online stemprocedure. Een aantal MIA's wordt door professionelen uit de Vlaamse muziekwereld gekozen. De belangrijkste MIA is die voor "Hit van het jaar". Deze wordt gekozen door middel van televoting tijdens de rechtstreeks uitgezonden show rond de uitreiking van de MIA's.
De afkorting MIA is een knipoog naar Mia, het gelijknamige en meest bekende lied van Gorki. De in 2014 overleden oprichter en frontman Luc De Vos werd bij de MIA's van 2014 postuum geëerd met de carrièreprijs "Lifetime Achievement Award".

## Geschiedenis
De eerste MIA's waren de MIA's van 2007. De winnaars werden bekendgemaakt op 30 januari 2008 en de show werd op Eén uitgezonden op 1 februari 2008. Er waren twaalf categorieën; in negen daarvan werd de winnaar aangeduid door de stemmen van het grote publiek, in de drie andere door de muzieksector. In 2007 was de Leuvense zanger Milow de grote winnaar met drie prijzen.
Bij de tweede uitreiking, die van de MIA's van 2008, op 6 februari 2009 was Milow opnieuw de grote winnaar. Ditmaal bemachtigde hij vijf prijzen, waaronder die voor "Beste lied" en "Beste mannelijke soloartiest".
De derde uitreiking, van de MIA's van 2009, vond plaats op 8 januari 2010. Absynthe Minded en Daan waren de grote winnaars. Absynthe Minded won de MIA's voor "Hit van het jaar", "Beste album", "Beste rock/alternative" en "Beste groep". Daan won de prijzen voor "Beste solo man", "Beste auteur/componist", "Beste videoclip" en "Beste artwork".
De VRT maakte begin december 2010 de genomineerden voor de MIA's van 2010 bekend. Meest genomineerde artiesten met vier of meer nominaties waren Stromae, Tom Dice, Bart Peeters en Admiral Freebee. De uitreiking gebeurde rechtstreeks op Eén op 7 januari 2011. Stromae won de belangrijkste MIA voor "Hit van het jaar", alsmede die voor "Beste doorbraak". Er was geen duidelijke overwinnaar. De succesvolste artiesten met twee MIA's ieder waren Stromae, Black Box Revelation, Goose en Triggerfinger. De winnaar van de tot heden enkel dat jaar uitgereikte MIA voor "Beste kidspop" was Kapitein Winokio.
De MIA's van 2012 werden uitgereikt op 10 december 2011. Milow en Selah Sue kaapten elk drie MIA's mee, Gotye en dEUS wonnen elk 2 MIA's.
De uitreiking van de MIA's van 2012 vond plaats op 8 december 2012. Grote winnaar van 2012 was Triggerfinger, die alle vier de nominaties verzilverde. Triggerfinger won de MIA van "Hit van het jaar" met de cover I follow rivers. De prijs voor beste album ging naar de groep Balthazar voor het album Rats.
De MIA's van 2013 werden uitgereikt op 8 februari 2014. De grote overwinnaar was Stromae, die alle acht zijn nominaties wist te verzilveren. Hij sleepte onder andere de MIA voor "Hit van het jaar" in de wacht met de grote hit Formidable, waarmee Stromae tot ver buiten de Belgische grenzen succesvol was. Buiten categorie mocht Rocco Granata de "Lifetime Achievement Award" voor zijn gehele carrière ontvangen.
Op 8 januari 2015 werden de MIA's van 2014 uitgereikt. Stromae was met vier MIA's opnieuw de grote winnaar. Hij verzilverde vier van zijn vijf nominaties en won onder andere de prijs in de categorie "Beste solo man". De nieuwe revelatie Oscar and the Wolf won drie prijzen. Selah Sue won de MIA voor "Beste solo vrouw". De belangrijkste MIA, die van "Hit van het jaar", ging naar Gabriel Rios voor Gold. De schlagerzanger Christoff won voor de derde keer de MIA voor "Beste Vlaams populair".
Tijdens de MIA's van 2015, uitgereikt op 21 januari 2016, was Balthazar de grote overwinnaar. Het verzilverde drie van zijn vijf nominaties en won de MIA's voor "Beste groep", "Beste alternative" en "Beste album". Verder wonnen Tourist Lemc, Oscar and the Wolf en Stromae elk twee MIA's. De MIA van "Hit van het jaar" ging dit jaar naar Stan Van Samang, voor zijn cover van Een ster.
Bij de MIA's van 2016, die uitgereikt werden op 2 februari 2017, werd Bazart de grote winnaar. De groep won de "Hit van het jaar" voor het lied Goud en won ook in de categorieën "Beste groep", "Nederlandstalig", "Pop" en "Doorbraak". De nominaties voor "Live act" en "Album" konden ze niet verzilveren. Wannes Cappelle haalde twee MIA's binnen: in de categorie "Auteur/componist" en met zijn groep Het Zesde Metaal in de categorie "Album" voor het album Calais.
Op 31 januari 2018 vond de uitreiking van de MIA's van 2017 plaats. Oscar and the Wolf kon de meeste MIA's in de wacht slepen: van de zes nominatie kon bezieler Max Colombie er drie verzilveren. De "Hit van het jaar" ging naar City Lights van Blanche. Zij won ook de prijs voor de doorbraak van het jaar. Twee andere artiesten gingen eveneens met twee prijzen naar huis: Coely ("solo vrouw" en de nieuwe categorie "urban") en Bazart ("beste groep" en "Nederlandstalig"). Zij waren respectievelijk vier en drie keer genomineerd.
De MIA's van 2018 werden op 7 februari 2019 uitgereikt. Twee winnaars kaapten meer dan twee prijzen weg en waren ook vooraf al getipt als grootste kanshebbers. Angèle kreeg drie MIA's, Niels Destadsbader won er vijf, waaronder de "Solo man" en "Beste album". Ze hadden elk zeven nominaties op zak. Destadsbader greep zo wel naast "Hit van het jaar"; die prijs ging naar zomerhit Zoutelande van BLØF en Geike Arnaert. The Scabs, waarvan muzikant Willy Willy ongeneeslijk ziek is, kregen de carrièreprijs.
Op 6 februari 2020 vond de uitreiking van de MIA's van 2019 plaats. Angèle wist haar vijf nominaties te verzilveren. Met haar broer Roméo Elvis won ze de hit van het jaar met het nummer Tout oublier. De carrièreprijs ging naar Arno Hintjens. De artiesten Zwangere Guy en Brihang waren respectievelijk zeven en zes keer genomineerd, maar bleven uiteindelijk met lege handen achter.
Doordat er vanwege de coronacrisis heel wat minder nieuw materiaal verscheen en optreden vaak onmogelijk was, werd besloten om geen MIA's toe te kennen in 2021. De MIA's die in 2022 werden uitgereikt, gingen over de twee voorgaande jaren samen. In 2021 kwam er als alternatief een week van de Belgische muziek. Bij de MIA's van 2020-2021 werden Angèle en Metejoor met elk drie prijzen de grote winnaars. Vanwege de pandemie werden ze later in het jaar toegekend, namelijk op 30 april 2022.
De MIA's van 2022 werd uitgereikt op 26 januari 2023. De grote winnaars waren Stromae en Pommelien Thijs, die elk drie prijzen in de wacht konden slepen. Stromae was negen keer genomineerd en de drie verzilverde prijzen werden allen uitgereikt door de muziekindustrie. Bij het publiek scoorde Nederlandstalige muziek in deze editie hoog.
Op 25 januari 2024 werden de MIA's van 2023 verdeeld. Pommelien Thijs was de grote winnaar van deze editie. Ze kon de vijf publieksprijzen waarvoor ze was genomineerd verzilveren. Daarnaast was ze ook genomineerd voor vier sectorprijzen, die ze echter niet won.

## Stemprocedure
De nominaties worden vooraf bepaald door een brede mediajury. (Muziek)journalisten van zowel populaire als gespecialiseerde tijdschriften, kranten, radio en televisie nemen deel aan een voorafgaande stemprocedure waarbij elke journalist per categorie zijn of haar favoriete kandidaten aanduidt. Voor elke categorie slepen de vier kandidaten met het hoogste aantal vermeldingen een nominatie in de wacht.
Vanaf de bekendmaking van de nominaties kan het brede publiek gedurende enkele weken op internet zijn stem uitbrengen in de publiekscategorieën, dit is het merendeel van de categorieën. Er is hier één belangrijke uitzondering: de winnaar van de belangrijkste MIA, die voor "Hit van het jaar", wordt tijdens de rechtstreekse televisie-uitzending gekozen door middel van televoting.
De winnaars van een beperkt aantal categorieën worden verkozen door professionelen uit de Vlaamse muzieksector. De "Lifetime Achievement Award" wordt gekozen door de organisatoren van de MIA's.

## Presentatie
- 2024: Niels Destadsbader
- 2023: Bart Peeters
- 2022: Danira Boukhriss Terkessidis
- 2020: Steven Van Herreweghe
- 2019: Peter Van de Veire
- 2018: Julie Van den Steen & Adriaan Van den Hoof
- 2017: Bart Peeters
- 2016: Peter Van de Veire
- 2015: Peter Van de Veire
- 2014: Natalia & Sam De Bruyn
- 2012: Peter Van de Veire & Cath Luyten
- 2011: Evy Gruyaert & Luk Alloo
- 2010: Peter Van de Veire
- 2009: Marcel Vanthilt
- 2008: Peter Van de Veire & Evy Gruyaert

## Winnaars en genomineerden
- Music Industry Awards 2024
- Music Industry Awards 2023
- Music Industry Awards 2022
- Music Industry Awards 2021
- Music Industry Awards 2019
- Music Industry Awards 2018
- Music Industry Awards 2017
- Music Industry Awards 2016
- Music Industry Awards 2015
- Music Industry Awards 2014
- Music Industry Awards 2013
- Music Industry Awards 2012
- Music Industry Awards 2011
- Music Industry Awards 2010
- Music Industry Awards 2009
- Music Industry Awards 2008
- Music Industry Awards 2007

## Prijzen
Hieronder een overzicht van alle uitgereikte prijzen die in de recentste jaargang nog werden toegekend:
| Jaar | Hit van het jaar                                                 | Solo-artiest       | Solo-artiest    | Groep           | Videoclip            | Pop                | Alternative          | Dance                | Vlaams Populair    | Album              | Live Act                        | Doorbraak            | Hiphop       | Nederlandstalig     | Auteur/componist                 | Muzikant           | Artwork                         | Producer                        | Lifetime achievement       | Sector Lifetime Achievement |
| Jaar | Hit van het jaar                                                 | Solo man           | Solo vrouw      | Groep           | Videoclip            | Pop                | Alternative          | Dance                | Vlaams Populair    | Album              | Live Act                        | Doorbraak            | Hiphop       | Nederlandstalig     | Auteur/componist                 | Muzikant           | Artwork                         | Producer                        | Lifetime achievement       | Sector Lifetime Achievement |
| ---- | ---------------------------------------------------------------- | ------------------ | --------------- | --------------- | -------------------- | ------------------ | -------------------- | -------------------- | ------------------ | ------------------ | ------------------------------- | -------------------- | ------------ | ------------------- | -------------------------------- | ------------------ | ------------------------------- | ------------------------------- | -------------------------- | --------------------------- |
| 2007 | Milow                                                            | Natalia            | Natalia         | Clouseau        | Milow                | Tom Helsen         | Zornik               | Milk Inc.            | Free Souffriau     | Gabriel Ríos       | Goose                           | Milow                | n.v.t.       | n.v.t.              | n.v.t.                           | n.v.t.             | n.v.t.                          | n.v.t.                          | n.v.t.                     | n.v.t.                      |
| 2008 | Milow                                                            | Milow              | Lady Linn       | Clouseau        | Milow                | Milow              | dEUS                 | Milk Inc.            | Nicole & Hugo      | dEUS               | Clouseau                        | Black Box Revelation | n.v.t.       | Bart Peeters        | Joost Zweegers                   | Jef Neve           | Roland Van Campenhout           | n.v.t.                          | n.v.t.                     | n.v.t.                      |
| 2009 | Absynthe Minded                                                  | DAAN               | Lady Linn       | Absynthe Minded | DAAN                 | Lady Linn          | Absynthe Minded      | Milk Inc.            | Free Souffriau     | Absynthe Minded    | Black Box Revelation            | Jasper Erkens        | n.v.t.       | Bart Peeters        | DAAN                             | Jef Neve           | DAAN                            | n.v.t.                          | n.v.t.                     | n.v.t.                      |
| 2010 | Stromae                                                          | DAAN               | Selah Sue       | Triggerfinger   | Zornik               | Ozark Henry        | Black Box Revelation | Goose                | Will Tura          | Balthazar          | Black Box Revelation            | Stromae              | n.v.t.       | Bart Peeters        | Jef Neve                         | Mario Goossens     | Goose                           | n.v.t.                          | n.v.t.                     | n.v.t.                      |
| 2011 | Gotye                                                            | Milow              | Selah Sue       | Hooverphonic    | Gotye                | Milow              | dEUS                 | Arsenal              | Christoff          | Selah Sue          | Milow                           | Intergalactic Lovers | n.v.t.       | Bart Peeters        | Raymond van het Groenewoud       | Mauro Pawlowski    | Dez Mona                        | n.v.t.                          | n.v.t.                     | n.v.t.                      |
| 2012 | Triggerfinger                                                    | Netsky             | Selah Sue       | Triggerfinger   | Willow               | Milow              | Triggerfinger        | Netsky               | De Romeo's         | Balthazar          | Triggerfinger                   | Marco Z              | n.v.t.       | 't Hof van Commerce | Jef Neve                         | Jef Neve           | Creature With The Atom Brain    | n.v.t.                          | De Kreuners                | n.v.t.                      |
| 2013 | Stromae                                                          | Stromae            | Trixie Whitley  | Hooverphonic    | Stromae              | Stromae            | DAAN                 | Stromae              | Christoff          | Stromae            | Balthazar                       | Slongs Dievanongs    | n.v.t.       | Clouseau            | Stromae                          | Isolde Lasoen      | Stromae                         | n.v.t.                          | Rocco Granata              | n.v.t.                      |
| 2014 | Gabriel Ríos                                                     | Stromae            | Selah Sue       | Triggerfinger   | Stromae              | Stromae            | Oscar and the Wolf   | Netsky               | Christoff          | Oscar and the Wolf | Stromae                         | Oscar and the Wolf   | n.v.t.       | Bart Peeters        | Gabriel Ríos                     | Mauro Pawlowski    | Arsenal                         | n.v.t.                          | Luc De Vos                 | n.v.t.                      |
| 2015 | Stan Van Samang                                                  | Stromae            | Selah Sue       | Balthazar       | Stromae              | Oscar and the Wolf | Balthazar            | Lost Frequencies     | Christoff          | Balthazar          | Oscar and the Wolf              | Tourist Lemc         | n.v.t.       | Tourist Lemc        | Trixie Whitley                   | Lander Gyselinck   | STUFF.                          | n.v.t.                          | Will Tura                  | n.v.t.                      |
| 2016 | Bazart                                                           | Stan Van Samang    | Emma Bale       | Bazart          | Compact Disk Dummies | Bazart             | Black Box Revelation | Lost Frequencies     | Niels Destadsbader | Het Zesde Metaal   | Goose                           | Bazart               | n.v.t.       | Bazart              | Wannes Cappelle                  | Lander Gyselinck   | Melanie De Biasio               | n.v.t.                          | Toots Thielemans           | Herman Schueremans          |
| 2017 | Blanche                                                          | Oscar and the Wolf | Coely           | Bazart          | Millionaire          | Oscar and the Wolf | Warhaus              | Lost Frequencies     | Niels Destadsbader | Soulwax            | Oscar and the Wolf              | Blanche              | Coely        | Bazart              | Melanie De Biasio                | Lander Gyselinck   | STUFF.                          | n.v.t.                          | Raymond van het Groenewoud | Ancienne Belgique           |
| 2018 | BLØF en Geike Arnaert                                            | Niels Destadsbader | Angèle          | Bazart          | Stromae              | Niels Destadsbader | Tamino               | Lost Frequencies     | Niels Destadsbader | Niels Destadsbader | Arsenal                         | Angèle               | Tourist LeMC | Niels Destadsbader  | The Bony King of Nowhere         | David Poltrock     | Angèle                          | n.v.t.                          | The Scabs                  | PIAS                        |
| 2019 | Angèle ft. Roméo Elvis                                           | Niels Destadsbader | Angèle          | Clouseau        | Angèle               | Angèle             | Balthazar            | Compact Disk Dummies | Willy Sommers      | Lost Frequencies   | Angèle                          | IBE                  | Tourist LeMC | Niels Destadsbader  | Maarten Devoldere & Jinte Deprez | Stef Kamil Carlens | Charlotte Adigéry               | David & Stephen Dewaele         | Arno Hintjens              | Ultratop                    |
| 2021 | Regi ft. Jaap Reesema & Olivia (2020) + Angèle & Dua Lipa (2021) | Metejoor           | Angèle          | Bazart          | Charlotte Adigéry    | Angèle             | Balthazar            | Regi                 | Willy Sommers      | Bart Peeters       | Balthazar                       | Metejoor             | Tourist LeMC | Metejoor            | Stefaan Fernande                 | Mauro Pawlowski    | Sylvie Kreusch                  | Jasper Maekelberg               | Soulsister                 | Jean Kluger                 |
| 2022 | Pommelien Thijs                                                  | Metejoor           | Pommelien Thijs | Clouseau        | Stromae              | Camille            | Tamino               | Regi                 | Willy Sommers      | Metejoor           | Stromae                         | Pommelien Thijs      | Coely        | Camille             | Stromae                          | Stefanie Mannaerts | Charlotte Adigéry & Bolis Pupul | Charlotte Adigéry & Bolis Pupul | Vaya Con Dios              | Hedwig De Meyer             |
| 2023 | Pommelien Thijs                                                  | Pommelien Thijs    | Pommelien Thijs | Bazart          | Tamino ft. Angèle    | Pommelien Thijs    | Portland             | Regi                 | Hugo               | Pommelien Thijs    | Charlotte Adigéry & Bolis Pupul | Aaron Blommaert      | Coely        | Pommelien Thijs     | Maarten Devoldere                | Tom Pintens        | Brihang                         | Jasper Maekelberg               | Bart Peeters               | ICP recording studios       |
| 2024 | Pommelien Thijs                                                  | Pommelien Thijs    | Pommelien Thijs | Clouseau        | Sylvie Kreusch       | Pommelien Thijs    | Eefje de Visser      | Lost Frequencies     | Sam Gooris         | Berre              | Brutus                          | Maksim               | Brihang      | Pommelien Thijs     | Sylvie Kreusch & Jasper Segers   | Victor Defoort     | Sylvie Kreusch                  | Pieterjan Coppejans             | Salvatore Adamo            | Pukkelpop                   |

Een aantal prijzen werden slechts één of twee keer uitgereikt. In 2007 won Laïs de prijs voor beste wereldmuziek, in 2010 won Kapitein Winokio de prijs voor beste kinderpop en voor beste verkoop werden in 2008 en 2011 een prijs uitgereikt, respectievelijk aan Milow en Selah Sue. Bij de editie van 2019 werd voor het eerst een sectorprijs uitgereikt voor beste producer. Die werd gewonnen door David en Stephen Dewaele.

### Meervoudige winnaars
Hieronder een overzicht van de meervoudige winnaars.
| Aantal MIA's | Artiest                         |
| ------------ | ------------------------------- |
| 20           | Stromae                         |
| 12           | Milow                           |
| 12           | Angèle                          |
| 12           | Pommelien Thijs                 |
| 10           | Bazart                          |
| 9            | Balthazar                       |
| 9            | Niels Destadsbader              |
| 8            | Oscar and the Wolf              |
| 8            | Clouseau                        |
| 7            | Selah Sue                       |
| 7            | Bart Peeters                    |
| 6            | DAAN                            |
| 6            | Lost Frequencies                |
| 5            | Jef Neve                        |
| 5            | Triggerfinger                   |
| 5            | Black Box Revelation            |
| 5            | Tourist LeMC                    |
| 5            | Metejoor                        |
| 4            | Absynthe Minded                 |
| 4            | Christoff                       |
| 4            | Goose                           |
| 4            | Regi                            |
| 4            | Coely                           |
| 4            | Sylvie Kreusch                  |
| 3            | Milk Inc.                       |
| 3            | Gabriel Ríos                    |
| 3            | Lady Linn                       |
| 3            | dEUS                            |
| 3            | Netsky                          |
| 3            | Lander Gyselinck                |
| 3            | Arsenal                         |
| 3            | Mauro Pawlowski                 |
| 3            | Willy Sommers                   |
| 3            | Tamino                          |
| 3            | Charlotte Adigéry & Bolis Pupul |
| 2            | Zornik                          |
| 2            | Free Souffriau                  |
| 2            | Will Tura                       |
| 2            | Gotye                           |
| 2            | Hooverphonic                    |
| 2            | Mauro Pawlowski                 |
| 2            | Trixie Whitley                  |
| 2            | Stan Van Samang                 |
| 2            | Blanche                         |
| 2            | Melanie De Biasio               |
| 2            | STUFF.                          |
| 2            | Raymond van het Groenewoud      |
| 2            | Compact Disk Dummies            |
| 2            | Charlotte Adigéry               |
| 2            | Camille                         |
| 2            | Hugo Sigal                      |
| 2            | Maarten Devoldere               |
| 2            | Jasper Maekelberg               |
| 2            | Brihang                         |

### Andere records
Een overzicht van artiesten die binnen één jaar het vaakst werden genomineerd en de meeste prijzen ontvingen:

### Meeste nominaties in één jaar
| Jaar | Artiest            | Aantal |
| ---- | ------------------ | ------ |
| 2022 | Stromae            | 9      |
| 2023 | Pommelien Thijs    | 9      |
| 2008 | dEUS               | 8      |
| 2013 | Stromae            | 8      |
| 2022 | Charlotte Adigéry  | 8      |
| 2011 | Milow              | 7      |
| 2016 | Bazart             | 7      |
| 2018 | Angèle             | 7      |
| 2018 | Niels Destadsbader | 7      |
| 2019 | Zwangere Guy       | 7      |
| 2022 | Angèle             | 7      |
| 2024 | Glints             | 7      |
| 2024 | Pommelien Thijs    | 7      |

### Meeste prijzen op één avond
| Jaar | Artiest            | Aantal |
| ---- | ------------------ | ------ |
| 2013 | Stromae            | 8      |
| 2023 | Pommelien Thijs    | 5      |
| 2019 | Angèle             | 5      |
| 2018 | Niels Destadsbader | 5      |
| 2016 | Bazart             | 5      |
| 2008 | Milow              | 5      |
| 2024 | Pommelien Thijs    | 4      |
| 2014 | Stromae            | 4      |
| 2012 | Triggerfinger      | 4      |